# Histoire de l’Égypte pendant la Seconde Guerre mondiale

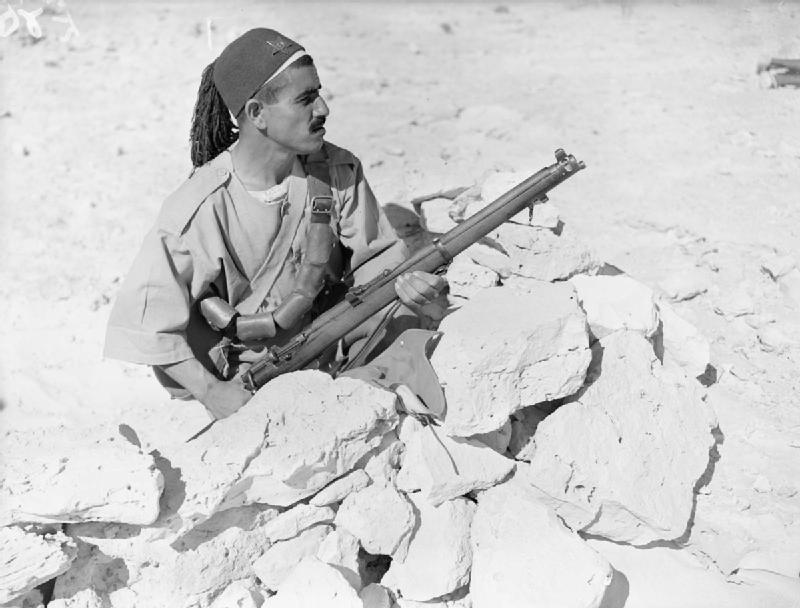
Fusilier de la Légion arabe à Mersa Matruh le 28 mai 1940.

L'Égypte est le théâtre d'affrontements majeurs dans la campagne d'Afrique du Nord pendant la Seconde Guerre mondiale, étant le lieu des première et seconde batailles d'El Alamein. Représentant légalement un royaume indépendant, et un pouvoir souverain égal dans la copropriété du Soudan anglo-égyptien, en réalité le pays est fortement sous l'influence coercitive du Royaume-Uni, un état de fait ayant persisté depuis l'intervention militaire britannique en 1882 lors de la révolte ʻUrabi, en faveur du Khédive d'Égypte, Tewfik Pacha, occupant par la suite le pays. La domination britannique continue des affaires égyptiennes, y compris les efforts britanniques pour exclure l'Égypte de la gouvernance du Soudan, provoqua une opposition nationaliste égyptienne féroce au Royaume-Uni. Par conséquent, bien qu'ayant accueilli des milliers de soldats britanniques après le déclenchement du conflit, comme tenue de le faire par traité, l'Égypte resta formellement neutre pendant la guerre, ne déclarant la guerre aux puissances de l'Axe qu'au printemps 1945. Bien qu'échappant au sort de l'Irak et de l'Iran, dont les deux gouvernements furent renversés par le Royaume-Uni pendant la guerre (ce dernier en conjonction avec l'Union soviétique), l'Égypte connut l'incident du palais d'Abedin, une confrontation entre le roi d'Égypte Farouk et les militaires Britanniques en 1942, dont les résultats contribueront directement à la révolution égyptienne de 1952 une décennie plus tard.

## Contexte

### Histoire de l'influence britannique
Pendant la majeure partie du XIXe siècle, bien que théoriquement un État vassal autonome de l'Empire ottoman, l'Égypte sous la dynastie Muhammad Ali était un État pratiquement indépendant, avec des possessions territoriales de plus en plus importantes en Afrique de l'Est, principalement au Soudan. Bien qu'ayant embrassé l'influence culturelle française tout au long du règne de la dynastie Muhammad Ali — la langue française devenant la deuxième langue parlée derrière la langue arabe — c'est finalement le Royaume-Uni qui devient la puissance étrangère dominante en Égypte et au Soudan. En 1875, face à une urgence économique causée en grande partie par ses grands plans de modernisation, le Khédive égyptien, Ismaïl Pacha, vendit au gouvernement britannique les parts de l'Égypte dans la Compagnie Universelle du canal maritime de Suez, la société créée par l'Égypte pour détenir le bail de 99 ans pour la gestion du canal de Suez. Considéré par le Royaume-Uni comme un lien vital avec son empire maritime, en particulier en Inde, le contrôle britannique du canal était à la base du contrôle britannique sur l'Égypte dans son ensemble. Quatre ans plus tard, en 1879, le Royaume-Uni et les autres grandes puissances déposèrent et exilèrent Ismaïl, le remplaçant par son fils docile Tewfik.
Tewfik est considéré comme un chef d’État fantoche par les nationalistes égyptiens et sa politique répressive, notamment l'annulation des réformes progressives de son père, l'éloigne immédiatement des Égyptiens, en particulier dans l'armée. En 1881, une révolte nationaliste menée par Ahmed Urabi éclate contre le pouvoir de Tewfik. Urabi dénonce les injustices perçues des conditions économiques qui avaient été imposées à l'Égypte par les grandes puissances après le retrait d'Ismaïl. Considérant Urabi et les révolutionnaires comme une menace potentielle pour le contrôle britannique du canal de Suez, le Royaume-Uni accède à l'appel à l'aide de Tewfik et un corps expéditionnaire britannique est déployé en Égypte en 1882, écrasant avec succès la révolte et exilant le leader du putsch. Le Royaume-Uni déclare son engagement à retirer ses forces une fois l'autorité du Khédive rétablie, cependant, en réalité, le pays est désormais sous contrôle britannique de facto. De 1882 jusqu'au déclenchement de la Première Guerre mondiale en 1914, le statut juridique de l'Égypte en tant qu'État vassal autonome de l'Empire ottoman demeure inchangé, mais en réalité, le pays est administré en tant que protectorat voilé du Royaume-Uni. Lors de l'entrée de l'Empire ottoman dans la Première Guerre mondiale aux côtés des puissances centrales, la fiction juridique de la souveraineté ottomane sur l'Égypte prend fin et le sultanat d'Égypte qui avait été détruit par les Ottomans en 1517 est rétabli. Ce changement de statut nominal n'est cependant guère plus que symbolique, le Royaume-Uni stipulant l'Égypte comme protectorat plutôt qu'État indépendant, le contrôle britannique du pays demeurant inchangé. Huit ans plus tard, en 1922, à la suite de la révolution égyptienne de 1919 et de la pression nationaliste égyptienne croissante, le Royaume-Uni reconnait officiellement l'Égypte comme un État indépendant. Cependant, l'instrument juridique par lequel cette reconnaissance est faite par le Royaume-Uni est délibérément émis unilatéralement sans le consentement du gouvernement égyptien afin de leur permettre de se réserver des pouvoirs spécifiques en Égypte en matière de politique étrangère, le déploiement de militaires britanniques personnel et l'administration du Soudan. Cela fournit aux Britanniques une base pour continuer à dominer l'Égypte et le Soudan sur les plans politique et économique, qui favorisera une opposition nationaliste égyptienne accrue à l'approche de la Seconde Guerre mondiale.

### Roi d'Égypte Farouk
L'adolescent Farouk accède au trône d'Égypte et du Soudan à la mort de son père, le roi Fouad Ier, en 1936. Ayant atteint sa majorité peu avant le déclenchement de la Seconde Guerre mondiale, le tout jeune roi tient à ce que l'Égypte reste neutre dans le conflit. Bien qu'ayant été partiellement éduqué au Royaume-Uni, les sympathies de Farouk rejoignent ceux des nationalistes égyptiens s'opposant à la domination continue du Royaume-Uni sur les affaires égyptiennes et soudanaises. De plus, une fois la guerre déclenchée, les termes du traité anglo-égyptien de 1936, signé alors que Farouk venait de devenir roi en tenant un rôle encore minoritaire, contraignirent l'Égypte à autoriser le stationnement des troupes britanniques sur son territoire. Le retour des soldats britanniques dans les rues égyptiennes quelques années seulement après leur retrait ou leur transfert dans la zone du canal de Suez, a accru l'opposition déjà puissante de l'Égypte vis-à-vis du Royaume-Uni. L'insistance britannique militant pour l'expulsion ou l'internement des Italiens en Égypte (y compris les Italiens au service du roi) aggrava encore les relations entre le roi et le Royaume-Uni. Farouk confia notamment à l'ambassadeur du Royaume-Uni, Miles Lampson (en) : « Je me débarrasserai de mes Italiens quand vous vous débarrasserez des vôtres ». Cette remarque était une référence à l'épouse italienne de l'ambassadeur.
En février 1942, à la suite des victoires de l'Allemagne dans la campagne d'Afrique du Nord, les Britanniques craignent de plus en plus une attaque allemande contre le canal de Suez. Le Royaume-Uni tient à ce que le roi Farouk nomme un Premier ministre favorable à la position britannique. Celui-ci refuse cependant de céder aux pressions britanniques et insiste sur le fait que la question de la nomination du Premier ministre égyptien est une question de souveraineté nationale. L'impasse aboutira à l'incident du palais d'Abedin. Dans la nuit du 4 février 1942, des soldats et des chars britanniques encerclent le palais du roi Farouk à Alexandrie pour obliger le roi à limoger le Premier ministre Hussein Sirri Pacha en faveur de Mostafa El-Nahas, que le gouvernement britannique estime comme plus efficace pour leur effort de guerre contre l'Axe. L'ambassadeur britannique, Miles Lampson, entre dans le palais et le menace d'une opération de bombardement, d'une destitution du trôle et d'un exil à l'étranger s'il ne cède pas aux exigences britanniques. Mohamed Naguib, un officier militaire distingué et l'un des futurs dirigeants de la révolution égyptienne de 1952, appelle à la résistance face aux Britanniques, promettant des officiers loyaux pour la défense du palais. Cependant, face aux risques encourus, le roi de 22 ans capitula et nomma Nahas.
L'incident est considéré comme une humiliation personnelle pour Farouk et une humiliation nationale pour l'Égypte. Gamal Abdel Nasser, alors jeune officier militaire qui dirigera plus tard la révolution de 1952 avec Mohamed Naguib, déclare l'incident comme une violation flagrante de la souveraineté égyptienne, et écrit : « J'ai honte que notre armée n'ait pas réagi contre cette attaque », souhaitant que « la calamité » rattrape les Britanniques.

## Invasion italienne

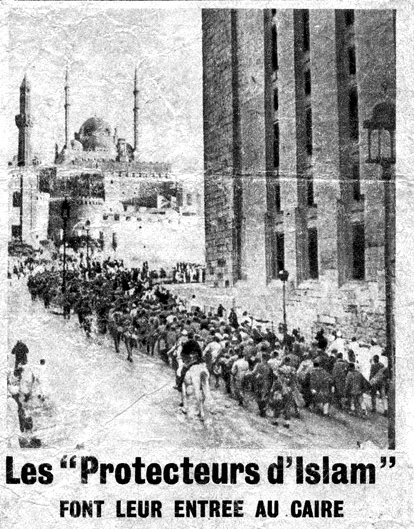
Journal de propagande montrant des troupes italiennes capturées sous garde britannique marchant sur Le Caire, janvier 1942.

L'invasion italienne de l'Égypte (13–18 septembre 1940), débute par une opération tactique limitée vers Marsa Matruh, plutôt que pour les objectifs stratégiques esquissés à Rome, en raison du manque chronique de transport, de carburant et d'équipement sans fil, même avec des transferts de la 5e armée. La ville de Musaid est soumise à un bombardement d'artillerie « spectaculaire » à l'aube puis occupée. Les Britanniques se replient devant Buq Buq le 14 septembre tout en continuant à harceler l'avance italienne. Les Britanniques continuent leur recul, ralliant Alam Hamid le 15 et Alam el Dab le 16. Une force italienne de cinquante chars tente un mouvement de flanc, ce qui conduit l'arrière-garde britannique à se retirer à l'Est de Sidi Barrani. Le général italien Graziani stoppe ensuite l'avance.
Malgré l'aiguillon de Mussolini, les Italiens se retranchent autour de Sidi Barrani et Sofafi, à environ 130 km à l'Ouest des défenses britanniques à Mersa Matruh. Les Britanniques anticipent l'arrêt de l'avance italienne à Sidi Barrani et Sofafi et mènent des opérations d'observations de leurs positions. Les opérations navales et aériennes britanniques harcèlent l'armée italienne alors que la 7e division blindée se prépare à affronter une avance sur Matruh.

### Défaite italienne
La Selby Force (groupe de défense de Marsa Matruh) garde les approches orientales de Sidi Barrani, tandis que le reste des troupes attaquent les camps fortifiés plus à l'intérieur des terres. Le 10 décembre, la 4e brigade blindée, qui protège les assaillants d'une éventuelle contre-attaque italienne de l'Ouest, avance vers le nord, coupe la route côtière entre Sidi Barrani et Buq Buq et déploie des patrouilles de véhicules blindés vers l'Ouest. La 7e brigade blindée reste en réserve et le 7e groupe de soutien bloque une approche de Rabia et Sofafi au Sud.
La 16e brigade, soutenue par un escadron de chars Matilda II, d'avions de la RAF, de navires de la Royal Navy et de tirs d'artillerie, commence son avance à 09 h 00. Les combats se poursuivent pendant de nombreuses heures, sans gains substantiels, jusqu'à 13 h 30, lorsque les Chemises noires tenant deux bastions du côté Ouest se rendent soudainement. La brigade continue son avance avec le dernier des chars d'infanterie, un bataillon d'infanterie supplémentaire et le soutien du 2e Royal Tank Regiment.
La deuxième attaque débute juste après 16 h 00. L'artillerie italienne ouvre le feu sur l'infanterie lors de sa descente de cheval. Les dix derniers chars Matilda s'enfoncent dans la face Ouest des défenses de Sidi Barrani, et bien qu'ayant rencontrés l'artillerie italienne, cela s'avère inefficace. À 18 heures, environ 2 000 Chemises noires annoncent leur reddition. En deux heures, les premiers objectifs avaient été remplis ; seulement un secteur de 4 km à l'Est du port, tenu par une légion de Chemises noires et les restes de la 1re division libyenne, résistait toujours. Les Britanniques continuèrent leur avance jusqu'à Marsa El Brega en février 1941.

## Intervention allemande
Adolf Hitler déploie son armée en Afrique du Nord à partir de février 1941 (voir opération Sonnenblume). Les Deutsches Afrikakorps du général Erwin Rommel ayant remporté de nombreuses victoires à Tobrouk en Libye, dans un schéma de blitzkrieg classique, balayent largement les forces britanniques. En quelques semaines, les Britanniques avaient été repoussés d'Égypte.

### Défaite allemande
L'offensive de Rommel est finalement stoppée à la petite halte ferroviaire d'El-Alamein, à seulement 150 milles du Caire. En juillet 1942, la première bataille d'El Alamein est perdue par Rommel car souffrant de la malédiction éternelle de la guerre du désert : les longues lignes de ravitaillement. Les Britanniques, dos au mur, sont très proches de leur ravitaillement et disposent de troupes fraîches. Début septembre 1942, Rommel tente à nouveau une percée des lignes britanniques lors de la bataille d'Alam el Halfa. Il est arrêté de manière décisive par le commandant britannique nouvellement arrivé, le lieutenant-général Bernard Montgomery.
Avec les forces britanniques de Malte interceptant ses approvisionnements en mer et les distances énormes qu'ils doivent parcourir dans le désert, Rommel ne peut pas conserver la position d'El Alamein éternellement. Reste qu'il aura fallu la deuxième bataille d'El Alamein de fin octobre à début novembre 1942 pour vaincre les Allemands, les obligeant à se replier vers l'Ouest en direction de la Libye et de la Tunisie.

### Participation égyptienne
Bien que l'Égypte fasse partie de la zone d'opérations militaires britanniques et que des forces britanniques y soient stationnées, de nombreuses unités de l'armée égyptienne ont également combattu à leurs côtés. Certaines unités comme les 9e, 10e, 11e et 12e régiments d'infanterie, les 16e et 12e régiments de cavalerie, le 17e régiment d'artillerie à cheval et le 22e régiment d'artillerie du roi. Quelques autres unités ont également combattu mais ses noms sont inconnus. À côté de ces unités, les régiments d'artillerie antiaérienne dans toute l'Égypte ont joué un rôle vital dans la destruction des attaques de la Luftwaffe sur Alexandrie, Le Caire, Suez et le delta du Nord.

## Victoire alliée

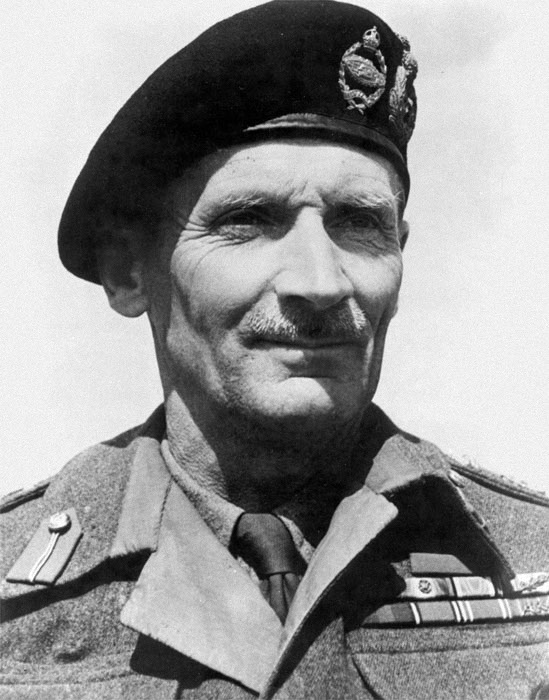
Le général britannique Bernard Montgomery, grand vainqueur d'El Alamein.

La direction du général britannique Bernard Montgomery lors de la deuxième bataille d'El Alamein, marque un tournant important de la Seconde Guerre mondiale et représente la première grande victoire des forces du Commonwealth britannique sur l'armée allemande. La bataille s'étale du 23 octobre au 3 novembre 1942. À la suite de la première bataille d'El Alamein, qui avait bloqué l'avancée de l'Axe, le général britannique Bernard Montgomery prend le commandement de la 8e armée des mains de Claude Auchinleck en août 1942. Le succès de la bataille renversa le cours de la campagne d'Afrique du Nord. Certains historiens pensent que la bataille, ainsi que la bataille de Stalingrad, ont été les deux principales victoires alliées qui ont contribué à la défaite éventuelle de l'Allemagne nazie.
En juillet 1942, l'Afrika Korps du général Rommel avait frappé profondément l'Égypte, menaçant la ligne de ravitaillement vitale des Alliés à travers le canal de Suez. Confronté à des lignes d'approvisionnement trop étendues et au manque de renforts et pourtant bien conscient de l'arrivée de renforts alliés massifs, Rommel décide de frapper les Alliés alors que leur accumulation n'était toujours pas terminée. Cette attaque du 30 août 1942 à Alam Halfa échoua, s'attendant à une contre-attaque de la 8e armée de Montgomery, et l'Afrika Korps s'y retrancha. Après six semaines supplémentaires de renforcement des forces, la 8e armée est prête à frapper. 200 000 hommes et 1 000 chars commandés par Montgomery s'attaquent aux 100 000 hommes et 500 chars de l'Afrika Korps.

### Le plan allié
Avec l'opération Lightfoot, Montgomery espère couper deux couloirs à travers les champs de mines de l'Axe dans le Nord. Les blindés passeront ensuite pour achever les blindés allemands. Des attaques de diversion dans le Sud empêcheraient le reste des forces de l'Axe de se déplacer vers le nord. Montgomery s'attend à une bataille de douze jours en trois étapes — « L'effraction, le combat aérien et la rupture finale de l'ennemi ».
Les forces du Commonwealth pratiquent un certain nombre de tromperies au cours des mois précédant la bataille pour prendre à contre-pied le commandement allemand, non seulement quant au lieu exact de la bataille à venir, mais quant au moment où la bataille est susceptible de se produire. Cette opération porte le nom de code d'opération Bertram. Un pipeline factice est construit, étape par étape, dont la construction laisse croire aux forces de l'Axe que l'attaque se produira beaucoup plus tard que prévu, et beaucoup plus au Sud. Pour renforcer l'illusion, des chars factices faits de cadres en contreplaqué placés sur des jeeps sont construits et déployés dans le Sud. Dans une feinte inversée, les chars de combat dans le nord sont déguisés en camions de ravitaillement en plaçant une superstructure en contreplaqué amovible sur le toit.
Les forces de l'Axe sont retranchées le long de deux lignes, appelées par les Alliés la Ligne Oxalique et la Ligne Pierson. Ceux-ci ont posé environ un demi-million de mines, principalement antichars, dans ce qui est appelé les jardins du Diable.

### La bataille
La bataille s'ouvre à 21 h 40 le 23 octobre par un barrage d'artillerie soutenu. L'objectif initial est la ligne Oxalic à l'aide de forces blindées puis la ligne Pierson. Cependant, les champs de mines ne sont pas encore complètement nettoyés lorsque l'assaut est mis en œuvre.
La première nuit, l'assaut pour créer le couloir nord-est tombe à trois milles de la ligne Pierson. Plus au Sud, des meilleurs progrès sont accomplis avant d'être bloqués à Miteirya Ridge.
Le 24 octobre, le commandant des forces de l'Axe, le général Stumme (Rommel était en congé de maladie en Autriche), meurt d'une crise cardiaque alors qu'il est pris sous le feu ennemi. Après une période de confusion, alors que le corps de Stumme est porté disparu, le général Ritter von Thoma prend le commandement des forces. Hitler demande d'abord à Rommel de rester chez lui et de poursuivre sa convalescence, mais face à la détérioration de la situation, celui-ci lui demande de retourner en Afrique s'il s'en sent capable. Rommel partit aussitôt et arriva le 25 octobre.
Pour les Alliés du Sud, après un nouvel assaut avorté sur la crête de Miteirya, l'attaque est abandonnée. Montgomery déplace l'objectif de l'attaque vers le Nord. Une attaque nocturne à succès est mise en place le 25-26. La contre-attaque immédiate de Rommel fut sans succès. Les Alliés avaient perdu 6 200 hommes contre 2 500 pour l'Axe, mais alors que Rommel ne disposait que de 370 chars aptes au combat, Montgomery en avait encore plus de 900.
Montgomery sent que l'offensive perd de son élan et décide de se regrouper. Un certain nombre de petites actions suivent ensuite, mais le 29 octobre, la ligne de l'Axe est toujours intacte. Montgomery étant toujours confiant, prépare ses forces pour l'opération Supercharge. Les petites opérations sans fin et l'attrition par l'armée de l'air alliée avaient alors réduit la force effective des chars de Rommel à seulement 102.

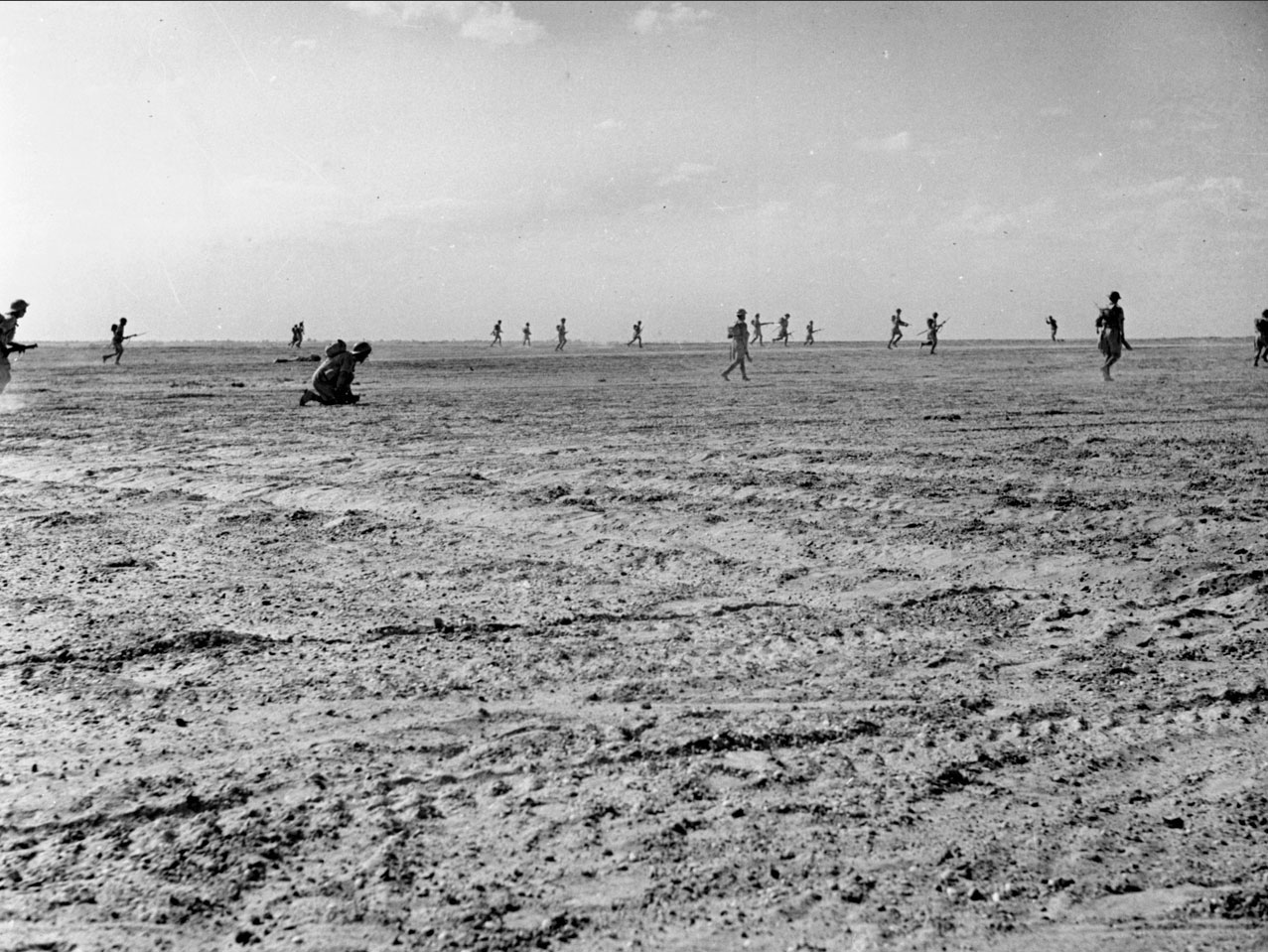
Troupes d'infanterie britanniques avançant en formation ouverte vers les positions allemandes après le bombardement de nuit (El Alamein, 1942).

La deuxième grande offensive alliée de la bataille s'est déroulée le long de la côte, initialement pour capturer la piste Rahman, puis prendre les hauteurs de Tel el Aqqaqir. L'attaque débute le 2 novembre 1942. Le 3, Rommel ne dispose plus que 35 chars aptes au combat. En dépit de contenir l'avance alliée, la pression sur ses forces rend une retraite nécessaire. Cependant, le même jour, Rommel reçoit un message d'Hitler annonçant « la victoire ou la mort », stoppant ainsi le retrait. Mais face à la pression alliée, les forces allemandes doivent se replier dans la nuit du 3 au 4 novembre. Le 6 novembre, les forces de l'Axe en pleine retraite perdent plus 30 000 soldats par reddition.

### Conséquences

#### Le résumé de Churchill
Winston Churchill résume la bataille du 10 novembre 1942 par ces mots : « Maintenant, ce n'est pas la fin, ce n'est même pas le début de la fin. Mais c'est peut-être la fin du commencement. »
La bataille fut le plus grand triomphe de Montgomery. Il prend le titre de « Viscount Montgomery of Alamein » lorsqu'il est élevé à la pairie.
Les débarquements de l'opération Torch au Maroc plus tard dans le mois marqueront la fin effective de la menace de l'Axe en Afrique du Nord.

## Dommages à la flotte égyptienne
Au total, 14 navires égyptiens ont été coulés pendant la guerre par des sous-marins, parmi lesquels : un navire coulé par le sous-marin allemand U-83, trois navires coulés et un endommagé par l'U-77, neuf navires coulés par l'U-81.
| Date            | Navire             | Coulé / endommagé par | Tonnage | Sort      |
| --------------- | ------------------ | --------------------- | ------- | --------- |
| 16 avril 1942   | Bab el Farag       | U-81                  | 105     | Coulé     |
| 16 avril 1942   | Fatouhel el Rahman | U-81                  | 97      | Coulé     |
| 19 avril 1942   | Hefz el Rahman     | U-81                  | 90      | Coulé     |
| 22 avril 1942   | Aziza              | U-81                  | 100     | Coulé     |
| 11 février 1943 | Al Kasbanah        | U-81                  | 110     | Coulé     |
| 11 février 1943 | Sabah al Kheir     | U-81                  | 36      | Coulé     |
| 20 mars 1943    | Bourgheih          | U-81                  | 244     | Coulé     |
| 28 mars 1943    | Rouisdi            | U-81                  | 133     | Coulé     |
| 25 juin 1943    | Nisr               | U-81                  | 80      | Coulé     |
| 8 juin 1942     | Said               | U-83                  | 231     | Coulé     |
| 30 juillet 1942 | Fany               | U-77                  | 43      | Coulé     |
| 1er août 1942   | St. Simon          | U-77                  | 100     | Coulé     |
| 6 août 1942     | Adnan              | U-77                  | 155     | Endommagé |
| 6 août 1942     | Ezzet              | U-77                  | 158     | Coulé     |